# Asamblea Amistosa Literaria de Cádiz

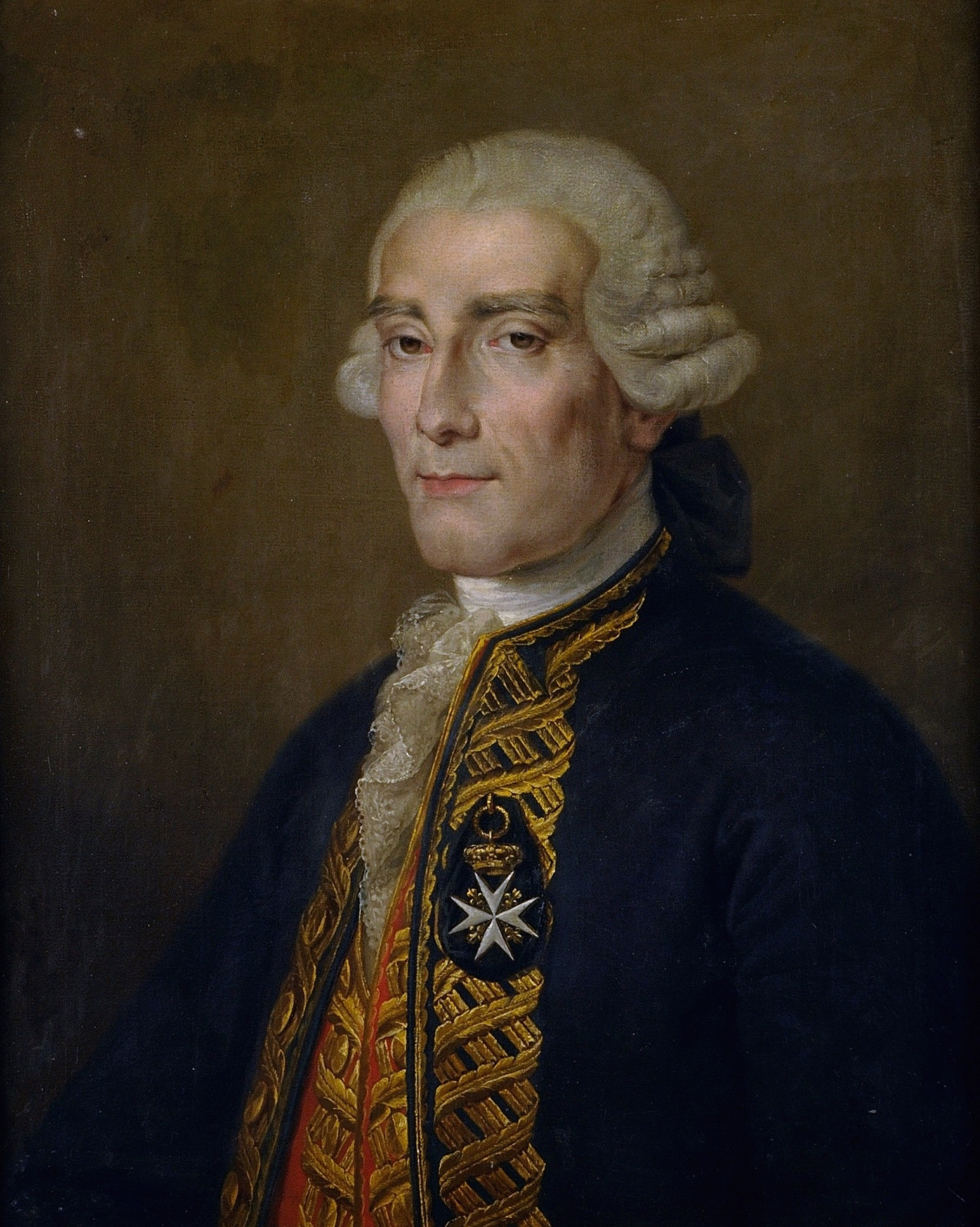
Jorge Juan y Santacilia (1713 - 1773).

La Asamblea Amistosa Literaria de Cádiz fue instituida en 1755 en su casa de Cádiz por el marino y científico español Jorge Juan y Santacilia, reuniéndose durante varios años cada jueves para discutir cuestiones de matemáticas, geografía, física, higiene, historia y antigüedades, en vías de ensayo para la Academia de Ciencias que años más tarde se fundaría en Madrid.
De dicha asamblea surgieron notables trabajos y su ejemplo fue seguido por otras asociaciones similares, entre ellas la constituida en el Depósito Hidrográfico de Madrid, en la que también figuraron notables gaditanos.
Tras la muerte de El Sabio Español, sus miembros siguieron reuniéndose todos los jueves hasta cesar su actividad varios años después. En ella concurrían los profesores de la Academia de Guardias Marinas de Cádiz además de brillantes expertos en variadas disciplinas. Algunos de sus miembros más destacados fueron Luis Godín, director de la Academia, José Díaz Infante, Lorenzo Roland, Francisco Nueve-Iglesias, José Aranda, Pedro Virgili y Gerardo Henay entre otros; como secretario actuaba Pierre-Joseph Carbonel .
En el año 1982, durante el viaje en tren al Primer Congreso de Historia Militar en Zaragoza ─junto a Hugo O'Donnell, marqués de Estrada─, el también marino Jorge Juan Guillén Salvetti  planteó la necesidad de recuperar dicha asamblea para difundir la historiografía naval española, idea que fue muy bien acogida en dicho congreso, siéndole a Guillén encomendada por el contralmirante Carlos Martínez-Valverde  los trámites para su legalización.
La Asamblea Amistosa Literaria fue finalmente constituida en 1983 con sedes en Novelda, Madrid y Cádiz, con la finalidad de la difusión y  el conocimiento de la Historia, y la exaltación de la figura de su fundador, D. Jorge Juan y Santacilia, teniendo como referencia aquella otra Asamblea que fundó el propio Juan y Santacilia en Cádiz en 1755.